# トープス号事件
トープス号事件とは、1954年6月23日にソビエト連邦（ソ連）船籍の石油タンカー「ト―プス」号が公海上で中華民国海軍によって拿捕・押収され、乗組員が拘束された事件である。乗組員の一部は1988年まで抑留された。
なお拿捕されたタンカーの船名はロシア南部の都市トゥアプセ（ロシア語: Туапсе́; アディゲ語: ТIуапсэ; ）に由来するものだが日本国内では英語読みした発音を音写したトープス号と表記するのが慣習化しており、本項もそれに従う。

## 背景
国共内戦中の1949年6月18日、中華民国は6月26日午前0時をもって遼河河口から閩江河口に至る中国沿岸を海上封鎖し、船舶及び航空機が共産党支配地域に進入・寄港することを禁止すると発表した（関閉政策）。1950年2月12日には閉鎖海域が広東省沿岸にまで拡大され、中国大陸の沿岸海域全てが封鎖対象となった。
1950年8月16日には海上封鎖の更なる強化を宣言。これにより公海上の第三国国籍の船舶が封鎖対象となった。
1950年代には多数の第三国国籍の船舶が中華民国海軍によって拘束され、ニューヨーク・タイムズ紙は1949年9月から1954年10月の間に67隻の外国民間船が拿捕され、それら半分は中国共産党政府を承認していたイギリス船籍であった（イギリス海軍の報告によると141件の干渉事件が発生）と報じた 。
アメリカ中央情報局の出先機関である西方公司は国民政府に対して情報提供などの支援をしていた。
1951年2月13日、中華民国海軍の護衛駆逐艦三隻（太平、太昭、太倉）が蒋介石の直接命令により沖縄県八重山諸島沖24°13'N 123°18'Eでノルウェー船籍の貨物船ホイ・フー号を拿捕した。2月17-19日、野菜や果物を運んでいた英国船籍の商船ナイジェロック号(元フラワー級コルベットHMSナイジェル)と貨物船ジョセフィーヌ・モラー号は、浙江省沿岸において中華民国陸軍反共救国軍(ACNSA)の海上突撃隊所属の砲艇に襲撃されたが脱出に成功した。1951年4月15日、パナマ船籍の貨物船ペリコ号は沖縄県竹富島北方沖25°31'N 123°48'Eで国府海軍に拿捕された。
国府軍による船舶拿捕は朝鮮戦争休戦直後の1953年夏に激増した。7月26日、イギリスの貨物船インチキダ号が烏坵沖で反共救国軍海上突撃隊所属の砲艇に襲撃され、付近にいた英国海軍の空母ユニコーンと中心とするイギリス艦隊に救出された。その後、1954年10月24日に国府海軍によって再び攻撃されたが、これは英国と米国の外交圧力を受けた。1953年8月16日、ナイジェロックは再び国府海軍による攻撃を受け澎湖の馬公に拘留されたがイギリス海軍のフリゲート艦セントブライズベイによって救出された。その後、国府海軍の駆潜艇黄浦PC-105(旧米PC-461級駆潜艇)によって再び攻撃され、8月24日にイギリス海軍の駆逐艦コッケードによって救出された。イタリアの民間貨物船マリブも1953年7月31日に砲艇に襲撃され、デンマークの民間貨物船ハインリッヒ・ジェッセンは8月9日に金門島沖で拿捕され、その後基隆で拘留された。10月4日18:00には台湾の南東125海里沖21°06'N 122°48'Eでポーランドの民間石油タンカープラカ号（9,019トン）が二隻の国府軍駆逐艦（丹陽、太倉）に拿捕され、29人のポーランド人船員と17人の中国人船員が左営の軍事拘置所に移送された。
1954年4月上旬、国府空軍と海軍はチェコの民間貨物船ユリウス・フチーク号を八重山諸島沖南方で捜索したが発見できなかった。5月12日 14:20に20°30'N、128°07'Eの海域において旋盤と医薬品を積んだポーランドの民間貨物船ゴットワルト号（7,066トン）が、3隻の国府海軍の駆逐艦（丹陽、太倉、太湖）に襲撃され、逃走を計るも15:20に23°45N'15°E'15°12°E'15°18°E250の海域において拿捕された。33人のポーランド人船員と12人の中国人船員が基隆に拘束され、その後左営に移送された。
拿捕されたプラカ号はROCS賀蘭(AOG-305)に、ゴットワルト号はROCS天竺(AK-313)にそれぞれ改名され、中華民国海軍に編入された。 ポーランド国籍の船員62名はポーランドとアメリカの外交介入によって釈放されたが、中国人船員29名は1956年に赤十字国際委員会によって救出されるまで緑島刑務所に投獄され、3人が処刑、1人が獄中死した。最終的に生存者のうち5人が1987年に台湾の戒厳令解除後に中華人民共和国に帰国、もう5人は病気や事故で死亡し、4人がそのまま中華民国に移住した。

## 事件

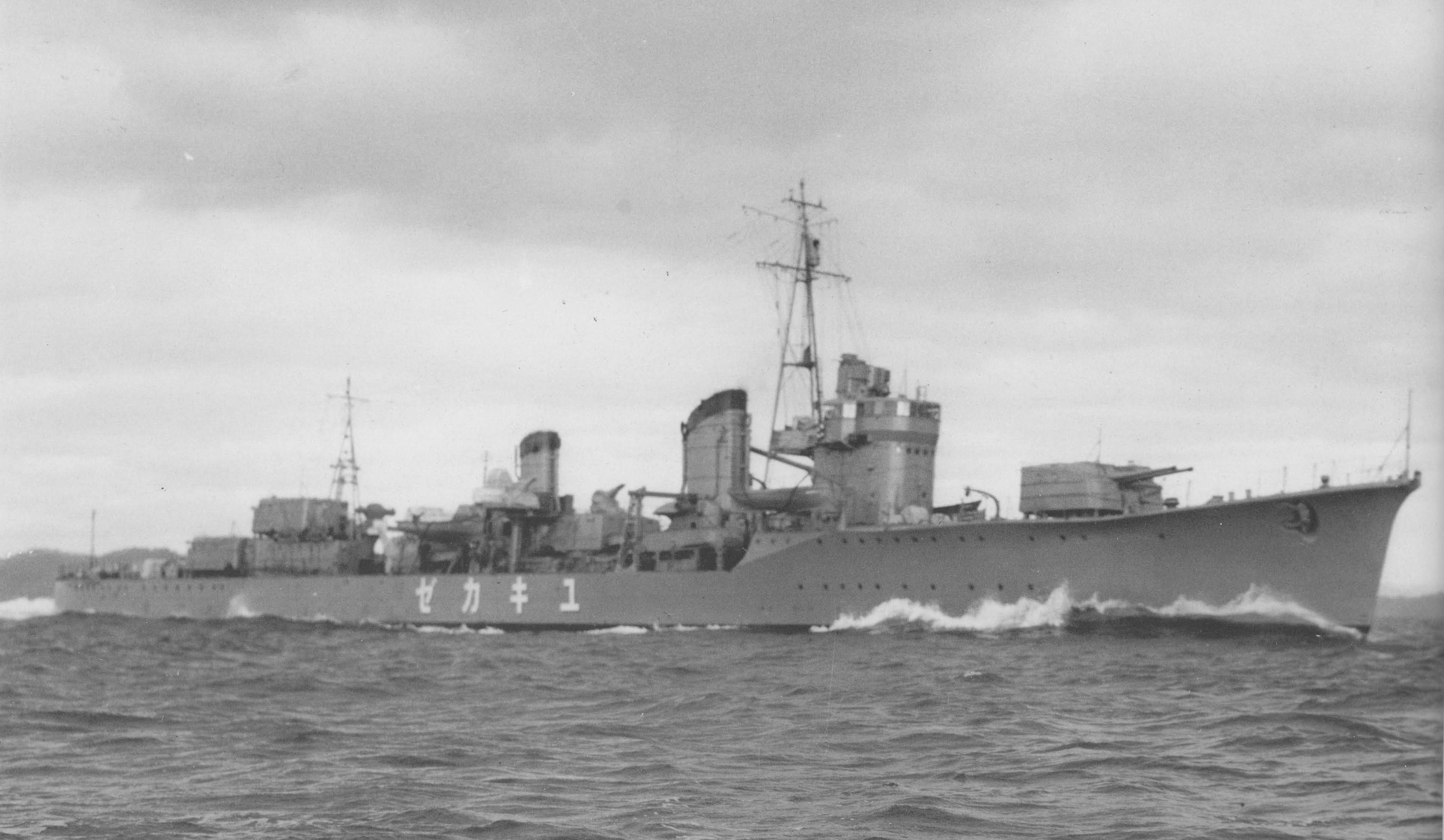
日本海軍陽炎型駆逐艦雪風（後のROCS丹陽、1939年12月撮影）

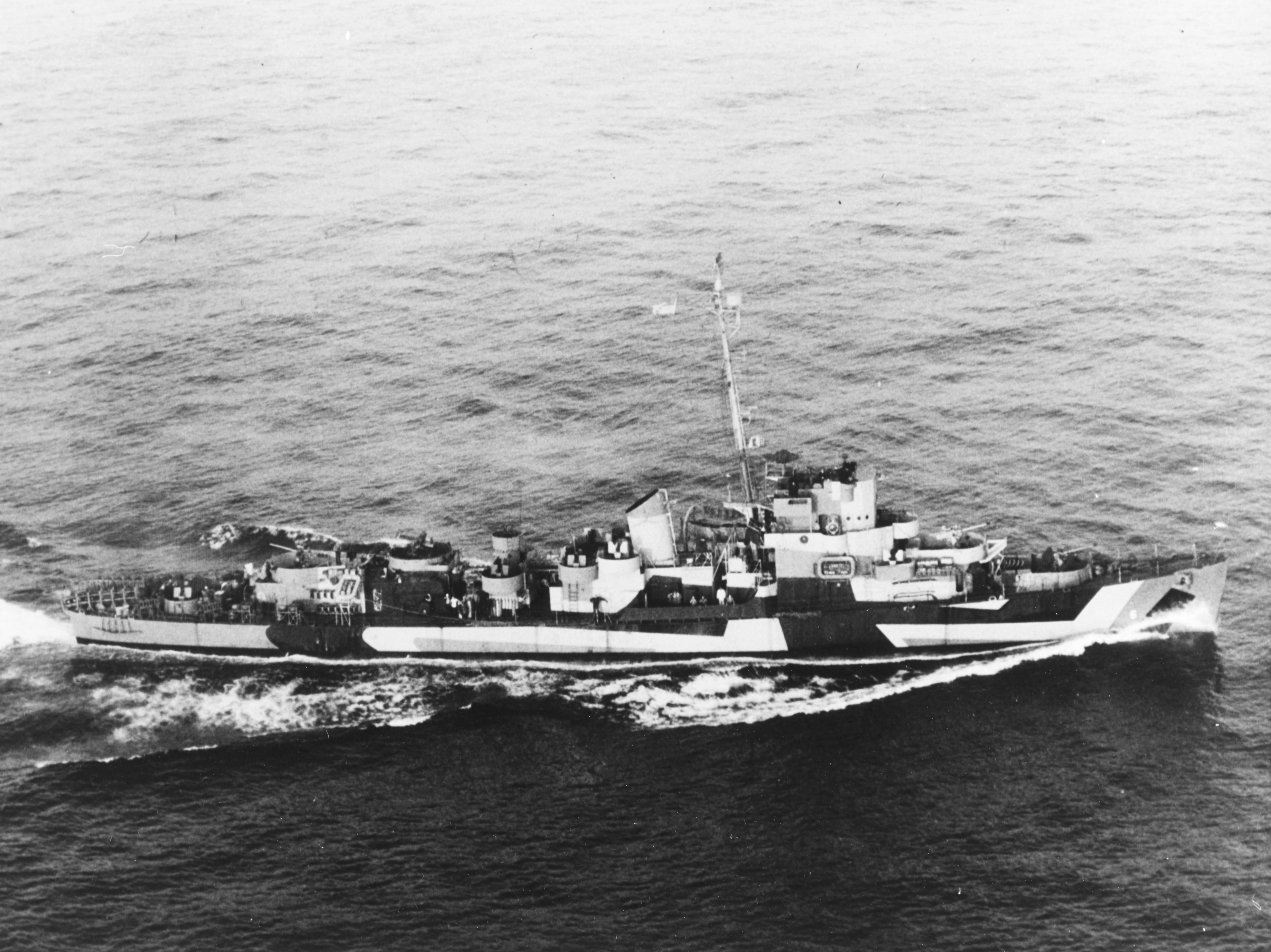
アメリカ海軍エヴァーツ級護衛駆逐艦ワイフェルス（後のROCS太康、1944年9月撮影）

1954年5月24日にオデッサを出港後、中華人民共和国向けの灯油1万トン以上とソ連人乗組員49名を載せたコンスタンツァ（ルーマニア）発上海経由ウラジオストク行きのソ連船籍の民間タンカートープス号（トゥアプセ号）は1954年6月21日にイギリス領香港のビクトリア港に到着し、補給を行った。
トープス号（トゥアプセ号）はソ連の黒海海運会社がデンマークの造船会社に発注した石油タンカーで、引き渡し後はソ連の捕鯨船団への補給船として二度の南極への航海を行った。今回は三度目の航海だった。
1954年6月22日の朝、アメリカは中華民国の当局にに「ソ連のタンカー3隻が最近香港を通過し、アモイか上海に向かうようだ」と伝えた。
6月23日、バシー海峡東側のバリンタン海峡の国際海峡内北緯19度35分00秒 東経120度39分00秒 / 北緯19.58333度 東経120.65000度を西太平洋に向かって通過しているところを中華民国海軍司令官の馬紀壮上将が座乗する駆逐艦丹陽（DD-12）と護衛駆逐艦太康（DE-21）に迎撃された。
丹陽の127mm砲による警告射撃3発の後、邱仲明艦長(ゴットワルト号拿捕も指揮していた)が率いる100人以上の臨検隊が強制的に船に乗り込んだ。引き摺りおろされた国旗を取り返そうとした3人の船員が銃床で殴られた。ト―プス号はさらなる臨検のために高雄港まで曳航された。乗組員は、尋問のために年齢別に3つのグループに分けられ別々の場所に収容された。 
無線が途絶する前のトープス号の最後の遭難信号は、ウラジオストク経由でモスクワとオデッサに送信された。ソ連外務副大臣V・A・ゾリンは、1954年6月24日にチャールズ・ボーレン駐ソ米大使を呼び出し、抗議文書を提出した。国民政府は6月25日にこの作戦を認めた。ポーランドとロシアの国連代表は、総会でこの行為を海賊行為として非難したが、国際司法裁判所への控訴は成功しなかった。 7月初めに、駆逐艦とフリゲート艦からなるソ連艦隊が基隆の沖合に到着した。オーストラリアとニュージーランドの政府は国民政府による第三国国籍船舶拿捕について西太平洋にソ連海軍が進出する口実を与えていると懸念を表明した。
カール・L・ランキン駐華米国大使は、7月9日に船と乗組員の解放を正式に促し、夜間に自宅で病気休暇中の中華民国外交部長葉公超を訪問した他、7月16日にアメリカ合衆国国務省中国局長のウォルター・パトリック・マカナギーは顧維鈞駐米中華民国大使と話し合ったが、いずれも国民政府への説得に失敗した。特に国防部政治部主任の蒋経国は共産主義に対するプロパガンダとして利用するために船員が政治的亡命を要求するようにしむけた。宋美齢は、乗組員の下に反共産主義女性団体である中華婦女反共抗ソ聯合会の代表団を訪問させて説得工作を行った。
7月13日にホワイトハウスと米国国家安全保障会議で行われたCIAのブリーフィングは、南シナ海を横断する海運保険料がトープス事件後の6月24日以降1%から5%に増加し、シンガポール港の途中で特定の国際定期便が抑止されたり、運航計画を変更しなければならなかったことを明らかにした。
中国人民解放軍空軍は三亜港と黄浦港を通る別の輸送ルートを確保するために海南島に進出したが、7月23日にキャセイパシフィック航空のダグラスDC-4旅客機を誤って撃墜して10人が死亡する事件を起こした（キャセイパシフィック航空機撃墜事件）。7月26日にはキャセイパシフィック機の生存者の捜索に当っていたアメリカ海軍の空母フィリピンシー(CV-47)及びホ―ネット(CV-12)の艦載機と交戦し、人民解放軍空軍所属のラヴォチキンLa-11戦闘機2機が撃墜された。
1954年9月3日に第一次台湾海峡危機が始まると、8日に乗組員は彭孟緝参謀総長による、「第三次世界大戦が始まった。トープス号とその貨物は没収され、乗組員は捕虜とみなされなければならない」という宣言を知らされた。その後、彼らは殴打、食事制限、聴覚・視力・歯・指の損傷を引き起こす様々な拷問で虐待された。L・アンフィロフは歯を失い。N・ボロノフは脱走しようとしたが、取り押さえられ精神科施設に入れられ、罰として疑似処刑された。エンジニアのイワン・パブレンコは自殺するために刃で自分の喉を切ったが命を取り留めた。20人のウクライナ人、ロシア人、モルドバ人の船員が米国への政治亡命申請書に署名した。
タンカー「トープス」はROCS 會稽(AOG-306)として命名され、1955年10月20日に中華民国海軍に編入されると中華民国空軍向けの燃料を毎月陸上に補給する任務に就いた。台湾航業は1960年にこの船を買収しようとしたが、国際海事機関（IMO）及び国際海事局（IMB）に登録を承認されず盗難船の扱いのままだったため断念。その後高雄港に放置されていたが、1965年10月1日に退役しその後解体された。

## 余波
1955年1月18日に行われた一江山島戦役後、国民党軍は2月26日までに大陳島から撤退し、国民党は東シナ海の制海権を失った。3月3日に米華相互防衛条約調印のために訪台した米国の国務長官ジョン・フォスター・ダレスは、蒋介石に対して船と乗組員を解放するように説得したが、同意は得られなかった。
ソ連政府はフランス政府とスウェーデン赤十字社に対してトープス号の乗組員の解放を仲介するよう要請した。両者の交渉の結果、亡命申請に署名しなかった29人の乗組員が釈放された。彼らは7月30日に飛行機でモスクワに到着した。翌日 (7月31日) 中華人民共和国は、1953年1月12日に北朝鮮の鴨緑江の上空で撃墜され捕虜となっていたアメリカ空軍のB-29爆撃機の搭乗員11人を帰国させた。 8月1日、スイスのジュネーブにおいて駐ポーランド中華人民共和国大使王炳南と駐チェコスロバキア米国大使ウラル・アレクシス・ジョンソンが会談し、後に「ワルシャワ協議」として知られる定期的な協議が確立された。
亡命申請に署名した通信主任のマイケル・イヴァンコフ=ニコロフ、会計士ニコライ・ヴァガノフ、バレンティン・A・ルカシュコフ、ヴィクトル・M・リャベンコ、アレクサンダー・P・シリン、ミハイル・I・シシン、ヴィクトル・S・タタルニコフ、ヴェネディクト・P・エレメンコ、ヴィクトル・ソロヴィヨフらが1955年10月に米国に向けて出発した。しかし、1956年4月、ヴァガノフとルカシュコフ、リャバーコ、シリン、シシンはソ連大使館に現れ、ソ連に戻った。
ヴァガノフは1963年に逮捕され、ゴーリキー地方裁判所から反逆罪で懲役10年の判決を受けた。彼は7年間服役し、1970年に恩赦を受けた。1992年8月、ニジニ・ノヴゴロド地方裁判所の会長会はヴァガノフは判決に誤りがあったと認め、最終的にはロシア連邦最高裁判所の決定によって名誉回復した。
エレメンコとタタルニコフはアメリカ陸軍に入隊した。ソロヴィヨフはニューヨークに定住した。1959年にオデッサ地方裁判所は欠席裁判で、ソ連に戻らなかった船員（タタルニコフ、イヴァンコフ・ニコロフ、エレメンコ、ソロビョフ）に反逆罪で死刑を宣告した。ニコロフはワシントンで反ソ連演説に登壇した後、失神し、1959年にソ連大使館に引き渡された。 その後、精神疾患という理由で非司法宣言され、カザンの精神科病院に収容され、そこで20年以上を過ごした。
L・F・アンフィロフ、ウラジーミル・I・ベンコビッチ、パヴェル・V・グヴォズディク、N.V.ジブロフは、1957年末までにポーランドのパスポートを持ってブラジルに向けて出発する諜報活動を受け入れ、その後ウルグアイのソ連領事館に現れ、翌年ソ連に帰国した。彼らは記者会見の後に逮捕され、反逆罪で懲役15年の判決を受けた。後に彼らの刑期は12年に短縮され、さらに1963年に恩赦が与えられて釈放された。彼らは1990年に名誉回復を受けた。 
バレンティン・I・クニガ、フセヴォロド・V・ロパチュク、ウラジーミル・A・サブリン、ボリス・ピサノフは、中華民国において10年の刑を宣告された。彼らは7年間刑務所で過ごした後、さまざまな場所で警備員による自宅軟禁に置かれ、最後に宜蘭郊外に行き、そこで国民政府外交部当局者は匿名で難民として扱うことを引き換えに、台湾での政治亡命を要求した。
1970年、 ソ連のジャーナリスト、ビクター・ルイスは、ウィーンにおいて行政院新聞局局長の魏景蒙とと数回会合を開き、国民政府が拘留中の残りの乗組員全員を釈放するための合意を達成させたが 、この合意は1987年に台湾の民主的な改革が解除された後、『自立晩報』の報道や立法委員の蔡中涵が彼らの人権を主張するまで、決して実現しなかった。 
1988年に台湾の李登輝総統によるすべての政治囚に対する恩赦が行われ、釈放された乗組員はシンガポールのソ連領事A.I.トカチェンコの助けを借りて出国し、34年間の拘束を終えて帰国した。
最後に台湾に残った乗組員のロパチュクは、1993年に脳卒中の後にウクライナに帰国した。
ゾルカ・M・ディモフは、医療措置を受けられずに絶え間ない殴打と出血に苦しみ、1975年に自殺した。ミハイル・M・カルマザンはその後病気で死亡した。アナトリー・V・コバレフは精神科施設で亡くなった。彼らの死体は返還されなかった。
中華民国政府は現在でも被害者とその家族、被害者の出身国であるロシア・ウクライナなどの政府に謝罪や法的補償を行っていない。

## その他
中華民国当局のトープスの乗組員への尋問は、ロシア語通訳者や翻訳者の不備を露呈した。 そこで事件を処理していた国府軍の卜道明少将は、1957年に国防部外国語学校において台湾史上初のロシア語専科を設立させ、その後、国立政治大学、中国文化大学、淡江大学、国防大学政治作戦学院などの各大学に、東ヨーロッパの文化言語教育に関するコースが設立された。 トは蒋介石に乗組員の釈放を訴えていたが、1964年5月24日に死亡した。
トープス号の受難の物語は、1958年にヴィクトル・イヴチェンコ監督の映画『Ch.P.-緊急事態 (Ч. П. — Чрезвычайное происшествие) 』として映画化され、1959年にソ連で4,750万人の観客を動員した。 
中華民国による関閉政策は1979年9月12日に終了した。 だが中国の輸送船、乗組員および海事会社に対する拘禁、没収および刑事罰規制は、1992年1月15日に廃止されるまで有効であった。 
1996年、ロシア政府は、まだ在命中だったトープス号の生存者のそれぞれにメダルを授与した。またサンクトペテルブルクの中央海軍博物館は、トープス号の模型を展示している。
2005年、トープスとその乗組員を記念する大理石のプレートがウクライナのオデッサ港の旅客ターミナルビルの前に設置された。

## 参考資料
- Caninas, Commander Osvaldo Peçanha. “Rogue Wave: Modern Maritime Piracy and International Law”. The Culture & Conflict Review (Monterey, California: United States Naval Postgraduate School)
- Burnett, John (2002). Dangerous Waters: Modern Piracy and Terror on the High Seas. Plume. ISBN 0-452-28413-9
- Liss, Carolin (2003年). “Maritime Piracy in Southeast Asia”. Southeast Asian Affairs
- Mason, R. Chuck (2010-12-13). Piracy: A Legal Definition. Congressional Research Service
- Kissinger, Henry A. (2001). The Pitfalls of Universal Jurisdiction. Foreign Affairs. ISBN 978-0-275-96363-7
- US Department of State (1957). American foreign policy. 1950–1955 basic documents. Washington, D.C.: USGPO
- Theresa Chu () (2010年3月30日). “A New Page of Taiwan: Promoting the Legislation of Five International Human Rights Laws” (中国語).   Taiwan New Century Foundation. 2021年7月1日閲覧。